# Elizabeth Robins
Elizabeth Robins (Louisville, 6 de agosto de 1862-Brighton, 8 de mayo de 1952) fue una actriz, dramaturga, novelista y sufragista estadounidense. También escribió con el pseudónimo C. E. Raimond.

## Biografía
Elizabeth Robins, la primera hija de Charles Robins y Hannah Crow, nació en Louisville, Kentucky. Tras enfrentarse a dificultades económicas, su padre se fue a Colorado, dejando a los niños al cuidado de Hannah. Cuando Hannah fue internada en un manicomio, Elizabeth y los otros niños fueron enviados a vivir con su abuela en Zanesville, Ohio, donde fue educada. Sería su abuela quien le enseñó Las obras completas de William Shakespeare y le ofreció su apoyo incondicional en su esfuerzo por actuar en la ciudad de Nueva York. Su padre era seguidor de Robert Owen y tenía opiniones políticas progresistas. Aunque su padre era corredor de seguros, viajó mucho durante su infancia y en el verano de 1880, Robins lo acompañó a los campamentos mineros y pudo asistir al teatro en Nueva York y Washington en el camino. Debido a su inteligencia, Elizabeth era una de las favoritas de su padre. Quería que ella asistiera al Vassar College y estudiara medicina. A la edad de catorce años, Robins vio su primera obra de teatro profesional (Hamlet), lo que encendió su deseo de seguir la carrera de actriz. Entre 1880 a 1888, tuvo una carrera como actriz en Estados Unidos.

## Carrera como actriz
Después de llegar a Nueva York, Robins pronto conoció a James O'Neill, que la ayudó a unirse al teatro de Edwin Booth y, en 1882, estaba de gira. Pronto se aburrió e irritó interpretando "pequeños personajes miserables" y en 1883 se unió a la sociedad anónima del Museo de Boston. Fue aquí donde conoció a su futuro esposo, George Parks, que también era miembro de la empresa. En 1885, Robins se casó con Parks. Aunque su esposo tenía problemas para conseguir papeles como actor, ella pronto tuvo una gran demanda y estuvo de gira durante todo su matrimonio. La negativa de ella a abandonar el escenario puede haber provocado que Parks se suicidara en 1887 al saltar de un puente al río Charles, diciendo en su nota de suicidio: "No permaneceré en tu luz por más tiempo". El 3 de septiembre de 1888, Robins se mudó a Londres. "Su traslado a Londres representó un renacimiento después de la tragedia personal en Estados Unidos". A excepción de visitas prolongadas a los Estados Unidos para encontrarse con su familia, permaneció en Inglaterra por el resto de su vida.

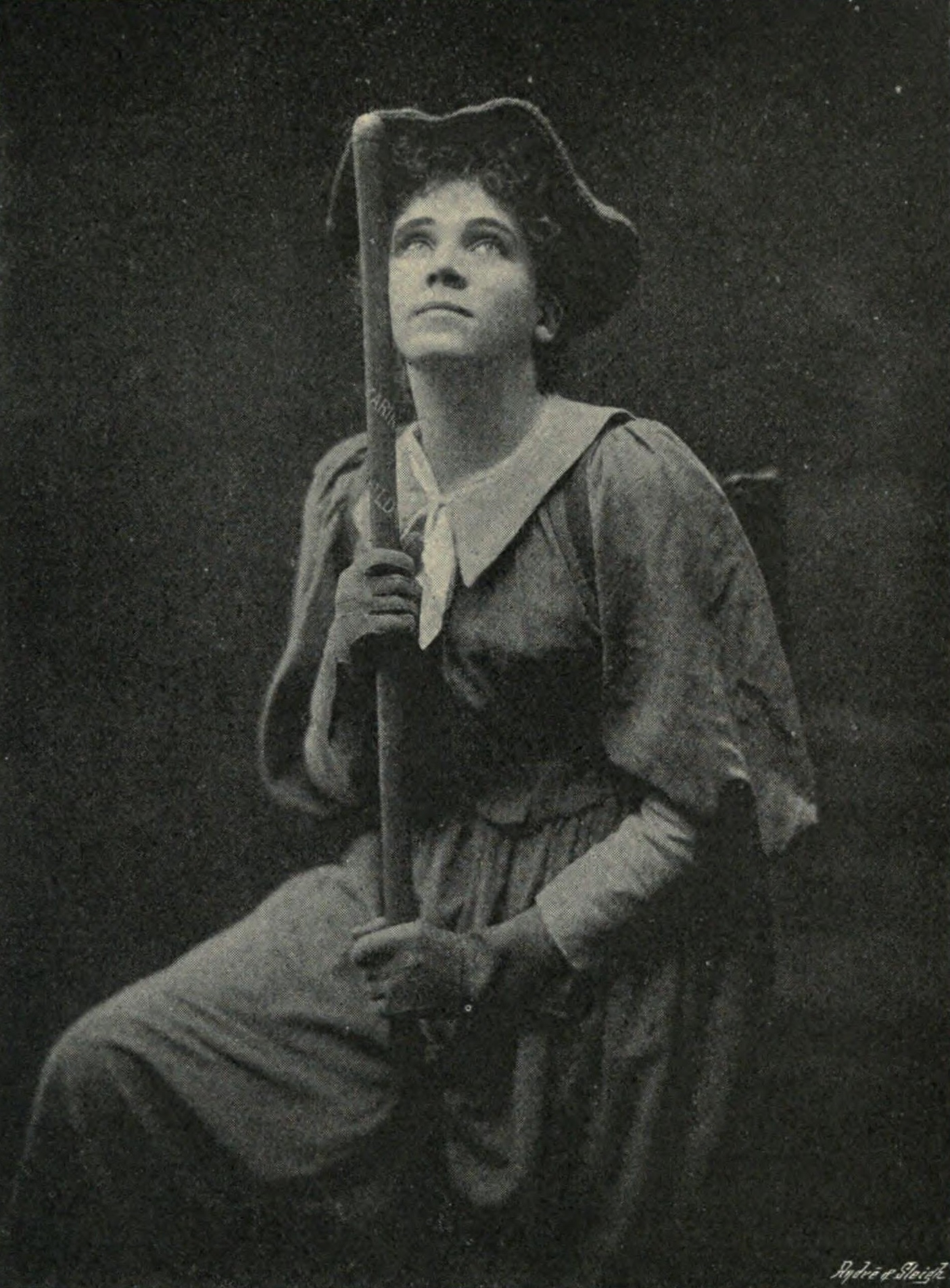
Petirrojos fotografiados por HS Mendelssohn.

En una reunión social durante su primera semana en Inglaterra, conoció a Oscar Wilde. A lo largo de su carrera, él vendría a verla actuar y hacer la crítica de la actuación, como en uno de sus papeles en The Real El pequeño Lord deFrances Hodgson Burnett en 1889. El comentario de Wilde fue "definitivamente has afirmado tu posición como actriz de primer orden. Tu futuro en nuestro escenario está asegurado ".
Al principio de su estancia en Londres, se enamoró de las obras de Ibsen. En 1891, durante una matiné en Londres de A Doll's House Robins entró en contacto con Marion Lea. Juntos formarían una dirección, haciendo de este "el primer paso hacia el teatro que Robins había soñado ... un teatro de gestión independiente y estándares artísticos". Al encontrar trabajo en "'obras de teatro de mujeres' escritas por hombres como Ibsen", Robins y Lea trajeron a escena personajes femeninos fuertes. George Bernard Shaw señaló que "lo que se llama la cuestión de la mujer ha comenzado a agitar el escenario". Juntas, Elizabeth Robins y Marion Lea llevaron Hedda Gabler de Ibsen al escenario por primera vez en Inglaterra. A Doll's House "marcó un paso importante en la representación de las mujeres por parte de los dramaturgos" y Hedda marcó un paso importante para Elizabeth Robins, convirtiéndose en su papel definitorio. "Sarah Bernhardt no podría haberlo hecho mejor", escribió William Archer en una publicación de The World. A partir de entonces, Hedda se convirtió en sinónimo de Robins en el escenario inglés. Robins y Lea continuarían produciendo un puñado de las otras obras de Ibsen en 'Nueva mujer'. "La experiencia de actuar y producir las obras de Ibsen y las reacciones a su trabajo ayudaron con el tiempo a transformar a Elizabeth en una defensora comprometida de los derechos de las mujeres". En 1898, unió fuerzas con William Archer, un crítico influyente, y juntos produjeron obras de Ibsen sin fines de lucro. Se hizo conocida en Gran Bretaña como "Suma sacerdotisa de Ibsen".
En 1902, fue Lucrezia en Paolo and Francesca de Stephen Phillips en el St. James's Theatre de Londres. Al terminar su carrera como actriz a la edad de cuarenta años, Robins había dejado su huella en el escenario inglés no solo como actriz sino también como directora.

## Carrera de escritora
Robins se dio cuenta de que sus ingresos como actriz no eran lo suficientemente estables para mantenerla. Mientras Robins estaba ocupada siendo una actriz de éxito, tuvo que dejar Inglaterra para buscar a su hermano en Alaska, que había desaparecido. Sus experiencias en la búsqueda de su hermano la llevaron a escribir sus novelas Magnetic North (escrita en 1904) y Come and Find Me (1908). Antes de esto, había escrito novelas como El marido de George Mandeville (1894), La luna nueva (1895), Debajo de la sal y otras historias (1896) y varias otras bajo el nombre de CE Raimond. Explicó su uso de un seudónimo como una forma de mantener separadas sus carreras de teatro y la escritura, pero lo abandonó cuando los medios informaron que Robins y Raimond eran la misma persona. Ella y Florence Bell escribieron de forma anónima la obra de teatro Alan's Wife. Disfrutó de una larga carrera como escritora de ficción y no ficción.
En su biografía de Elizabeth Robins, Staging a Life, Angela John dice: "Es posible rastrear en los escritos de Elizabeth desde la década de 1890 en adelante una crítica feminista emergente, claramente, pero solo en parte, influenciada por el realismo psicológico de Ibsen, que encontraría su expresión más confiada en 1907 en su justamente celebrada novela "El Converso". El personaje principal de Robins, Vida, habla a "políticos masculinos y conocidos", algo muy diferente de lo que hacían las mujeres de la época de Robins, algo que recuerda mucho a una de las "nuevas mujeres" de Ibsen. La novela es una adaptación de la obra de teatro más exitosa de Robins, ¡Votos para mujeres! La primera obra de teatro que lleva al escenario la "política callejera del sufragio femenino", ¡Votos para las mujeres! condujo a una oleada de teatro sobre el sufragio. Elizabeth Robins asistió por primera vez a "reuniones al aire libre de la unión por sufragio" cuando la Unión Social y Política de Mujeres trasladó su sede de Manchester a Londres en 1906. Fue entonces cuando "abandonó" la obra que estaba escribiendo y trabajó para completar el primer drama sobre el sufragio. "Cuanto más se sumergía Robins en el trabajo, más se convertía a la causa".

## Participación en los derechos de las mujeres
Se convirtió en miembro de la Unión Nacional de Sociedades de Sufragio de Mujeres, así como de la Unión Social y Política de Mujeres, aunque rompió con la WSPU por su creciente uso de la violencia. Sin embargo, siguió siendo una firme defensora de los derechos de las mujeres y utilizó sus dotes como oradora pública y escritora en nombre de la causa. En 1907 se publicó su libro The Convert. Más tarde se convirtió en sinónimo del movimiento por el sufragio. Robins siguió siendo feminista activa durante toda su vida. En la década de 1920 fue colaboradora habitual de la revista feminista Time and Tide. También continuó escribiendo libros como Ancilla's Share: An Indictment of Sex Antagonism, que exploraba los problemas de la desigualdad sexual. Recopiló y editó discursos, conferencias y artículos relacionados con el movimiento de mujeres, algunos de los cuales nunca antes habían aparecido impresos (Way Stations, publicado por Dodd, Mead and Company, Nueva York, 1913).
Frederick Pethick-Lawrence, primer barón Pethick-Lawrence le dio crédito a Robins por explicarle la diferencia entre una suffragette y una sufragista.
Robins participó en la campaña para conseguir que las mujeres puedan ingresar en la Cámara de los Lores. Su amiga, Margaret Haig, era hija del vizconde Rhondda. Él era partidario de los derechos de la mujer y en su testamento consiguió que Margaret heredara su título. Esto se consideró radical, ya que las mujeres normalmente no heredaban títulos nobiliarios. Cuando Rhondda murió en 1918, la Cámara de los Lores se negó a permitir que Margaret, entonces vizcondesa Rhondda, tomara su escaño. Robins escribió numerosos artículos sobre el tema, pero la Cámara de los Lores se negó a cambiar su decisión. No fue hasta 1958 cuando las mujeres fueron admitidas por primera vez en la Cámara.

## Vida personal
Siendo una mujer hermosa, Robins fue perseguida por muchos hombres. Admitió sentir una profunda atracción por su amigo cercano, el muy respetado crítico literario y compañero de estudios de Ibsen, William Archer. Sin embargo, al estar casado, Archer no estaba disponible. Excepto por su breve matrimonio con George Parks, siguió siendo una mujer soltera muy independiente. Muy inteligente, fue recibida en la flor y nata de los círculos literarios y artísticos de Londres, disfrutando de la amistad de George Bernard Shaw, Oscar Wilde y Henry James, así como de una tempestuosa relación romántica (pero probablemente no física) con el futuro y laureado poeta, mucho más joven que ella, John Masefield.
En 1900 viajó sola a los campamentos de la fiebre del oro de Alaska en busca de su hermano favorito, Raymond Robins, que temía se perdiera en el Yukón. Después de un largo y arduo viaje, localizó a Raymond en Nome. Compartió su vida en la salvaje Alaska durante el verano de 1900. Sus aventuras no fueron gratuitas: la fiebre tifoidea que contrajo en ese momento comprometió su salud para el resto de su vida. Los cuentos de Robins sobre Alaska proporcionaron material para varios artículos que envió a Londres para su publicación. Su libro más vendido, The Magnetic North, es un relato de sus experiencias, al igual que The Alaska-Klondike Diary of Elizabeth Robins.
Aunque rechazó los planes de su padre de que se educara como médico, mantuvo un gran interés por la medicina. En 1909 conoció a Octavia Wilberforce, una joven cuyo ferviente deseo de estudiar medicina se vio frustrado por una familia que sentía que el intelectualismo y las carreras profesionales no eran sexis para las mujeres. Cuando el padre de Wilberforce no solo se negó a pagar sus estudios, sino que la desheredaron por seguirlos, Robins y otros amigos le brindaron apoyo financiero y moral hasta que ella se convirtió en médica. Si bien algunos han conjeturado que Robins y Wilberforce tuvieron una relación sentimental, tal insinuación nunca ha sido apoyada por el considerable material académico disponible sobre ambas mujeres, ni nace de su propio abundante material escrito. Toda la evidencia apunta a que Robins y Wilberforce disfrutaron de una relación muy parecida a la de madre e hija. En sus años de decadencia, desarrolló una amistad con Virginia y Leonard Woolf. La doctora Wilberforce, bisnieta de William Wilberforce, el emancipador británico de esclavos, cuidó de Robins hasta su muerte en 1952, apenas unos meses antes de cumplir 90 años.

## Obra
De forma anónima, con Florence Bell, escribió:
- Alan's Wife (La esposa de Alan), 1893

Como CE Raimond, escribió:
- George Mandeville's Husband (El esposo de George Mandeville) 1894
- The New Moon (La luna nueva), 1895
- Below the Salt (Debajo de la sal), 1896
- The Open Question (La pregunta abierta), 1898

El éxito de esta última novela la llevó a publicar bajo su propio nombre:
- The Alaska-Klondike Diary of Elizabeth Robins, 1900
- The Magnetic North, 1904
- A Dark Lantern, 1905 (filmed in 1920)
- The Convert, 1907
- Votes for Women! (A suffrage play produced at the Royal Court Theatre, Sloane Square, London), 1907
- Come and Find Me, 1908, a sequel to The Magnetic North
- Camilla, 1918
- The Messenger, 1920
- Ancilla's Share: an indictment of sex antagonism, 1924
- The Florentine Frame, 1909